# Kalanchoe beharensis

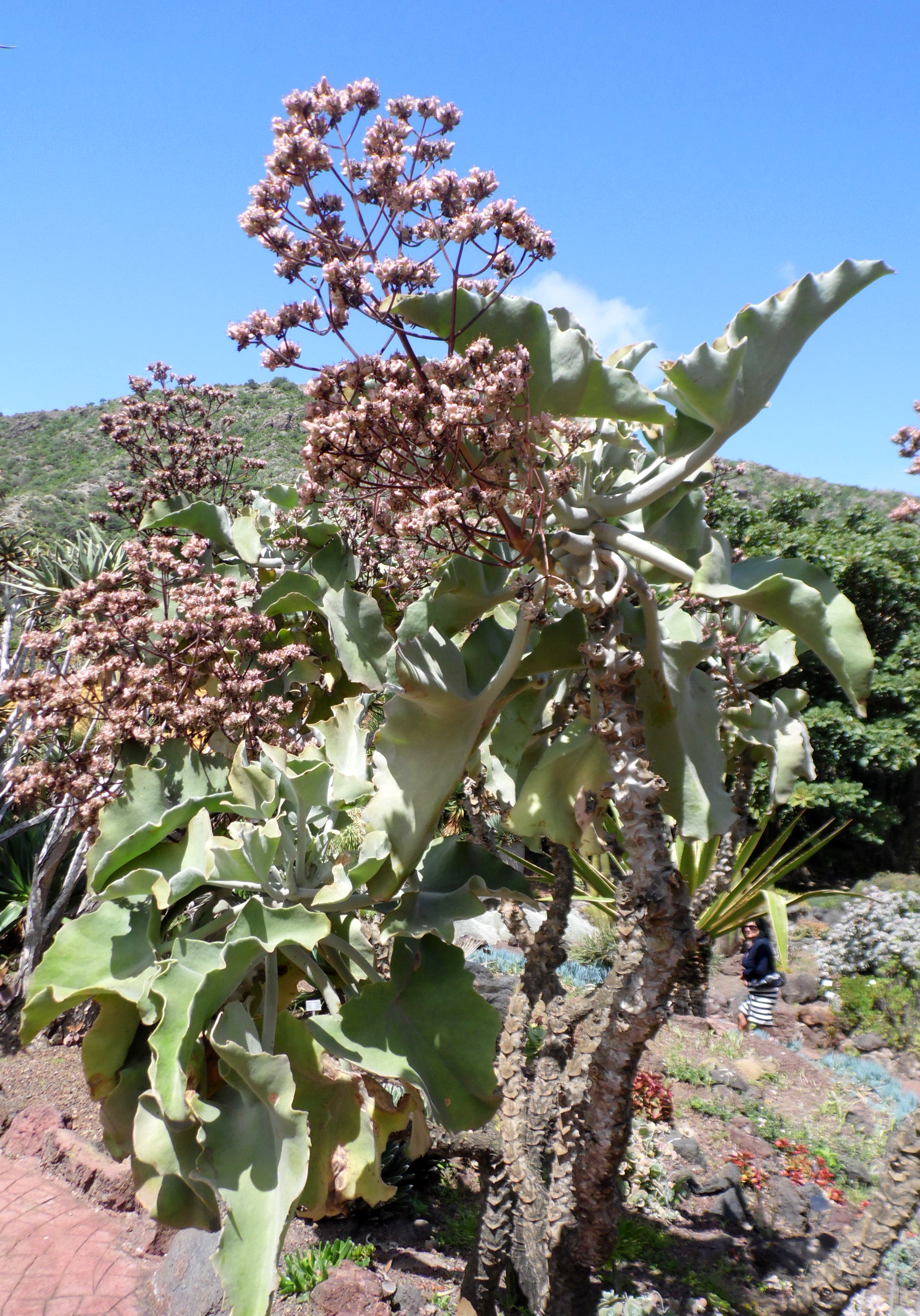
Habitus

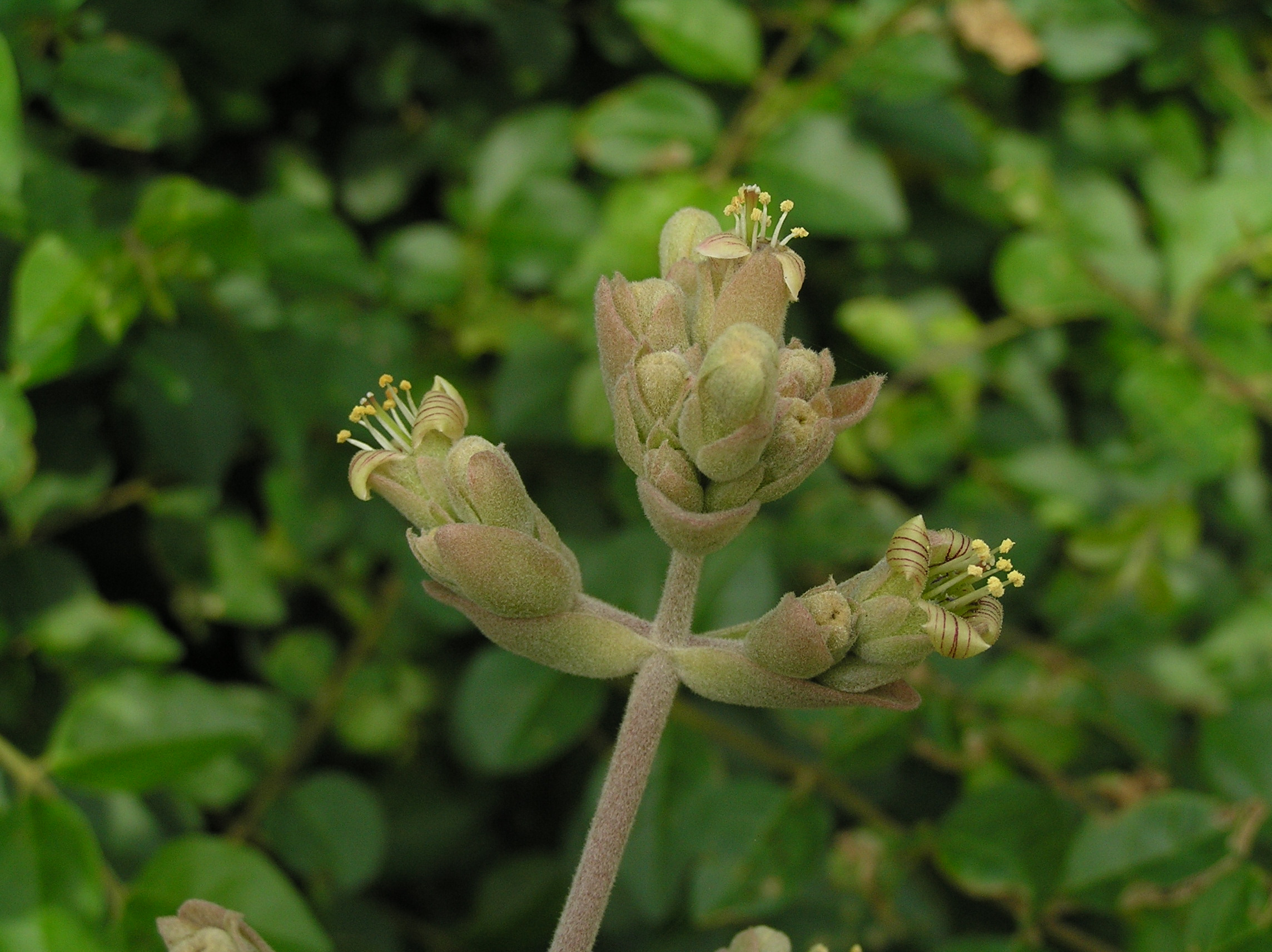
Blüten

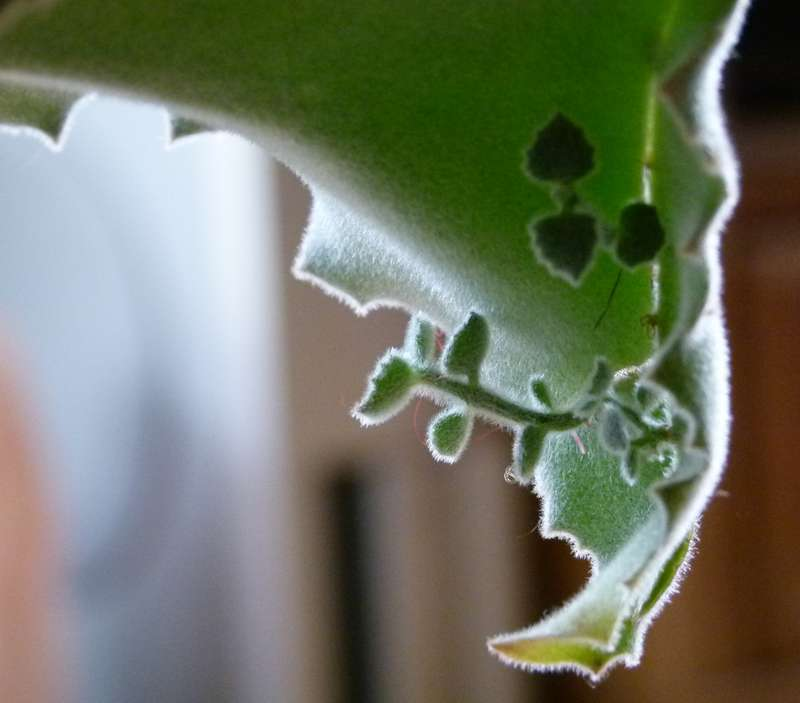
Kalanchoe beharensis mit Brutknospen

Kalanchoe beharensis ist eine Pflanzenart der Gattung Kalanchoe in der Familie der Dickblattgewächse (Crassulaceae). Das Artepitheton beharensis verweist auf den madegassischen Ort Behara im Distrikt Amboasary. Sie ist eine der größten Arten der Gattung.

## Beschreibung

### Vegetative Merkmale
Kalanchoe beharensis sind 2 bis 3 Meter hohe Sträucher. Die basal einfachen Triebe haben eine harzige Rinde. Darüber verzweigen sie sich, sind aufrecht, kräftig und flaumhaarig, mit Durchmessern von 2 bis 12 Zentimetern. Die Triebe haben auffällige, mit scharfen Fortsätzen auf beiden Seiten versehene Blattnarben. Die wenigen Laubblätter stehen an 4 bis 10 Zentimeter langen, fleischigen, drehrunden Blattstielen und sind an den Triebspitzen dicht gedrängt. Die Blattspreite ist 7 bis 40 Zentimeter lang und 8 bis 30 Zentimeter breit, bläulich bis mehr oder weniger dicht weiß bis bräunlich und flaumhaarig mit sternförmigen Haaren. Sie ist an der Spitze zugespitzt und an der Basis ausgerandet.

### Blütenstände und Blüten
Die vielblütigen, achselständigen Blütenstände bilden 20 bis 30 Zentimeter hohe Rispen, deren einzelne Äste kreuz-gegenständig stehen. Der Blütenstandsstiel wird 40 bis 50 Zentimeter lang. Die Blüten sitzen an 4 bis 13 Millimeter langen Blütenstielen, stehen in alle Richtungen ab und sind stark flaumhaarig. Der röhrenförmige Kelch ist gelbgrün mit rötlichen Linien und hat dreieckige, zugespitzte Zipfel. Die urnenförmige Blütenkrone ist rosagrünlich bis grüngelb und bildet eine 6 bis 10 Millimeter lange Röhre. Die Zipfel sind eiförmig, zugespitzt und werden 5 bis 13 Millimeter lang und 3 bis 6 Millimeter breit. Die Staubblätter sind nahe der Spitze der Kronröhre angeheftet und ragen über die Röhre heraus. Das Fruchtblatt ist 5 bis 12 Millimeter lang. Der Griffel hat eine Länge von 5 bis 10 Millimeter.

### Früchte und Samen
Die Früchte sind aufrechte Balgfrüchte, die zahlreiche, verkehrt eiförmige, 0,7 Millimeter große Samen enthalten.

## Systematik, Gefährdung, Chromosomenzahl und Verbreitung
Kalanchoe beharensis ist im Süden und Südwesten von Madagaskar in Trockenwäldern auf unterschiedlichen Böden verbreitet.
Die Erstbeschreibung erfolgte 1903 durch Emmanuel Drake del Castillo. Die Art steht auf der Roten Liste der IUCN und gilt als gefährdet (Vulnerable).
Synonyme sind Kalanchoe vantieghemii Raym.-Hamet, Kalanchoe beharensis var. aureo-aeneus H.Jacobsen (nom. inval., Art, 36.1, 37.1) und Kalanchoe beharensis var. subnuda H.Jacobsen (nom. inval., Art, 36.1, 37.1).
Die Chromosomenzahl ist {\displaystyle 2n=36}.

## Nachweise